# مارك سكوت (مقدم برامج إذاعية)
مارك سكوت (بالإنجليزية: Mark Scott)‏ هو مقدم برامج إذاعية أمريكي، ولد في 1936 في الولايات المتحدة، وتوفي في 26 أبريل 2005.

## وصلات خارجية
- الموقع الرسمي